# 에티오피아큰귀둥근잎박쥐
에티오피아큰귀둥근잎박쥐(Hipposideros megalotis)는 잎코박쥐과에 속하는 박쥐의 일종이다.지부티와 에리트레아, 에티오피아, 케냐, 사우디아라비아, 소말리아에서 발견된다. 자연 서식지는 건조 사바나 지역과 아열대 또는 열대 기후 지역의 건조 관목 지대, 동굴 그리고 뜨거운 사막 지대이다. 서식지 감소로 위협을 받고 있다.